# Sphoeroides testudineus
Картатий фугу (Sphoeroides testudineus) — вид з родини Tetraodontidae, або риби-фугу.

## Опис
Картатий фугу, Sphoeroides testudineus, є одним видів риб, що належать до родини Tetradontidae, що означає «чотири зуби». Мають чотири зубні пластини, розташовані в квадрантах, з двома зубцями внизу і двома зверху (Carpenter 2002). Ці зуби утворюють міцний важкий дзьоб, здатний пробивати тверду здобич, таку як молюски та ракоподібні. Англійською мовою риба називається «надувальник» (puffer) за їх здатність надуватися, ковтаючи воду або повітря, коли їм загрожує небезпека. У них відсутній остистий спинний плавець, відсутня або зменшена луска, є зубчики як наждачка на різних ділянках тіла та зменшений зябровий отвір. Ідентифікація видів визначається частково за кольором, малюнком, наявністю та кількістю шипів і м'ясистих язичків на шкірі (Robins & Ray 1986). Картатий фугу має забарвлення від блідо-коричневого до жовтуватого з багатокутною або квадратною мережею ліній з центром у вигляді бичачого ока на середині спини перед спинним плавцем. Лінії від темно-сірого до оливкового кольору з дрібними темно-коричневими плямами на щоках і нижній частині. Черевце білувато без ознак. На хвостовому плавці присутні темні смуги.
Максимальний зареєстрований розмір для картатої фугу становить 30 см (Robins & Ray 1986), але більшість екземплярів набагато менші. Звичайні розміри: від 10 до 18 см

## Середовище проживання та поширення
Картатий фугу поширений від Род-Айленда до Флориди, Бермудських островів і південного сходу Мексиканської затоки до південно-східного узбережжя Бразилії (Robins & Ray 1986). Він поширений у затоках, зарослях морської трави, припливних струмках, мангрових болотах і в прісноводних районах (Figueiredo & Menezes 2000). Глибина життя: 1-12 м.
Це звичайний вид, який зустрічається в багатьох місцях. Молоді особини живуть в луках морської трави та навколо коріння мангрових заростей. Картатий фугу входить до списку як один з восьми домінуючих видів риб у прибережних водах Юкатану, Мексика (Vega-Cendejas & de Santillana 2004).